# Flash (DC Comics)
"Flash" é um nome compartilhado por diversos super-heróis da DC Comics. Criado pelo escritor Gardner Fox e pelo artista Harry Lampert, o Flash original estreou em Flash Comics #1 (1940).
Também chamado de Velocista Escarlate, o Flash possui velocidade e reflexos sobre-humanos e viola certas leis da física, podendo ultrapassar a velocidade da luz. Até então, quatro personagens ganharam a supervelocidade de modos diferentes e assumiram a identidade de Flash: Jay Garrick (1940-1956), Barry Allen (1956-1986, 2008-presente), Wally West (1986-2006, 2007-presente) e Bart Allen (2006-2007).
Barry Allen é considerado o primeiro super-herói da Era de Prata dos Quadrinhos e permaneceu como um dos mais populares desde então. Cada versão do Flash foi um membro-chave ou da Sociedade da Justiça da América ou da Liga da Justiça, os principais grupos da DC.
Uma versão de Barry Allen foi vista em um seriado de TV estrelado por John Wesley Shipp, porém o mesmo só ganhou grande notoriedade com o grande público, depois do lançamento da série “The Flash”, que estreou em 2014, estrelada por Grant Gustin.

## Histórico da publicação

### Era de Ouro
O Flash da Era de Ouro era Jay Garrick, um estudante que ganhou sua supervelocidade através da inalação de vapores de água dura — depois alterada para vapores de água pesada — e que usa um elmo metálico com asas do Deus da Mitologia Grega Hermes. Ele é reconhecido como o primeiro velocista super-humano dos quadrinhos e um dos primeiros a ter apenas um superpoder, ao contrário do Superman.
Garrick foi um personagem popular nos anos 40. Estrelava as revistas Flash Comics e All-Flash Quarterly (depois publicada quinzenalmente como All-Flash) e participava como coprotagonista da revista Comic Cavalcade. Foi membro fundador da Sociedade da Justiça da América, o primeiro grupo de super-heróis, cujas aventuras aconteciam em All Star Comics. Com os super-heróis se popularizando no pós-guerra, Flash Comics foi cancelada na edição #104 (1949). A última história da Sociedade da Justiça aconteceu em All Star Comics #57, de 1951 (a revista continuaria com o título mudado para All Star Western).

### Era de Prata dos Quadrinhos
Em 1956, a DC Comics obteve sucesso revivendo super-heróis, o que ficou conhecido como a Era de Prata dos Quadrinhos. Ao invés de trazer de volta os mesmo heróis da Era de Ouro dos Quadrinhos, como fracassara a Atlas Comics, a DC reimaginou-os como novos personagens para a época presente. O Flash foi o primeiro a ser retomado em Showcase #4 (outubro de 1956).
Este novo Flash era Barry Allen, um funcionário da polícia científica que ganhou seus poderes após ser banhado por produtos químicos quando seu laboratório foi atingido por um raio. Ele adotou o nome de "Flash" depois de ler uma história em quadrinhos sobre o Flash original. Depois de diversas aparições em Showcase, Allen recebeu seu próprio título, The Flash, cuja primeira edição foi a de número #105 (número onde Flash Comics havia parado).

### Os Flashes de Dois Mundos
O Flash também introduziu um conceito muito utilizado nas histórias em quadrinhos quando foi revelado que Garrick e Allen existiam em mundos paralelos. Seus poderes lhes permitiam cruzar a fronteira dimensional entre os mundos e os dois tornaram-se bons amigos. Flash of Two Worlds (The Flash vol.1 #123) foi o primeiro crossover em que um personagem da Era de Ouro conhece um personagem da Era de Prata.
Em breve, ocorreriam crossovers entre a Liga da Justiça e a Sociedade da Justiça; as respectivas equipes começaram a se encontrar anualmente desde o começo dos anos 60 até meados dos anos 80.
As aventuras de Allen continuaram em seu título próprio até o advento da Crise nas Terras Infinitas. The Flash encerrou sua série no #350. A vida de Allen tornou-se consideravelmente confusa no início da década de 1980, e DC decidiu terminar suas aventuras e passar seu manto a outro personagem. Allen morreu heróicamente em Crise nas Terras Infinitas #8 (1986). Devido a sua habilidade de viajar pelo tempo, ele continuou a aparecer ocasionalmente nos anos seguintes.

### Era Moderna
O terceiro Flash foi Wally West, que foi introduzido em Flash #110 (1959) como Kid Flash. West, sobrinho da esposa de Barry Allen, ganhou os poderes de Flash devido a um acidente idêntico ao de Barry Allen. Adotando a identidade de Kid Flash, ele manteve-se membro dos Jovens Titãs por anos. Após a morte de Barry Allen, West adotou a identidade de Flash em Crise nas Infinitas Terras #12 e recebeu sua própria série, começando com The Flash vol.2, #1 em 1987.
Devido a Crise Infinita e o pulo no tempo, "Um Ano Depois", no Universo DC, DC cancelou The Flash vol. 2, em Janeiro de 2006 em #230. Uma nova série, The Flash: The Fastest Man Alive, começou em 21 de Junho de 2006. Escrito por Danny Bilson e Paul De Meo e desenhada por Ken Lashley, esta série revela o neto de Barry, Bart Allen como herdeiro de seu manto.
Flash: Fastest Man Alive foi cancelado em seu número #13. Em seu lugar The Flash (vol.2) foi revivido em seu número 231. Mark Waid escreveu parcialmente a série, bem como um All-Flash especial que precedeu este retorno.
As aventuras da família West foram momentaneamente concluídas na revista The Flash vol. 2, que foi encerrada com o número 247 em 2009.
Em abril de 2009, Geoff Johns e Ethan Vansciver iniciaram a saga Flash Rebirth que consolidou o retorno de Barry Allen como o Flash, além de definir a situação dos outros velocistas do Universo DC.

### Os Novos 52
Após os eventos de Flashpoint (Ponto de Ignição no Brasil), todo o universo DC passou por um Reboot no ano de 2011. Este processo reiniciou todos os títulos da editora inclusive revistas de linhagem antiga como Action Comics e Detective Comics, promovendo o recomeço de todos os personagens, inclusive o próprio Flash.
Em Liga da Justiça: Ponto de Ignição, o Flash foi o pivô de toda mudança temporal que culminou nos novos 52. Nesta história, o Flash decide voltar ao passado para reviver sua mãe que fora assassinada pelo professor Zoom ou Eobard Thawne, o Flash reverso, e quando retorna ao presente todo o futuro está completamente modificado. Após os eventos ocorridos, o Flash decide desfazer sua atitude de reviver sua mãe e retorna ao passado, porém somado à interferência de Pandora o presente nunca mais foi o mesmo.
Nesta nova versão do legado Flash escrita inicialmente por Francis Manapul e Brian Buccellato na revista The Flash vol. 3, quem carrega o manto na terra principal é Barry Allen, nunca tendo havido outro Flash antes ou depois dele. Jay Garrick atualmente é o Flash da Terra 2 (revista Earth 2), terra paralela onde a maioria dos personagens da Era de Ouro foram colocados em versões mais novas e completamente revisados, até o presente momento estes dois Flashes nunca se encontraram e não sabem da existência dos outros. Jay Garrick, nesta nova versão recebe seu poderes do próprio deus Mercúrio e sua roupa é bastante diferente da versão anterior. Wally West ainda tem paradeiro desconhecido e foi retirado da cronologia Flash, onde nunca carregou o manto. Bart Allen permanece como Kid Flash e é membro ativo e fundador dos Novos Titãs dos Novos 52.

## Biografias fictícias
Mesmo que diversos outros personagens usaram o nome Flash, estes viveram em outros mundos paralelos, ou no futuro. Garrick, Allen e West são os mais conhecidos detentores desta identidade.

### Jay Garrick
Em janeiro de 1940, Jay Garrick era um estudante, quando inalou acidentalmente vapores de água pesada depois de adormecer em seu laboratório. Como resultado, ele descobriu que podia correr a velocidades sobre-humanas e tinha reflexos igualmente rápidos. Depois de uma breve carreira como estrela de futebol americano universitário, ele fez uma camisa vermelha com um raio e um elmo de metal estilizado com asas (baseado no deus romano Mercúrio) e começou o combate ao crime como Flash. Mesmo sem uma máscara, Garrick manteve sua identidade em segredo por anos, pois vibrava continuamente seu corpo enquanto em público de modo que nenhuma fotografia capturava sua face.
Esse primeiro Flash também fez parte do primeiro grande grupo de super-heróis da DC Comics, a Sociedade da Justiça, junto com versões da Era de Ouro dos Quadrinhos de vários personagens da DC Comics, como o Lanterna Verde e a Mulher-Maravilha.
Quando começou a ser publicado no Brasil, o primeiro Flash foi batizado nos anos 40 do século XX de Joel Ciclone.
Com o tempo, o personagem entraria em desuso, deixando de ter suas aventuras publicadas, mas seria reinventado décadas mais tarde. Mais tarde, Jay Garrick voltaria a ser usado como se fizesse parte do passado do Universo DC, criando assim um "Legado do Flash", com vários personagens recebendo a honra e o dever do nome "Flash" para proteger Keystone City. Atualmente, Garrick é um dos personagens secundários nas histórias de Wally West, o terceiro Flash, que atualmente são escritas por Geoff Johns.
Inimigos de Jay Garrick
- O Rival
- O Violinista
- O Pensador
- Penumbra / Sombrio
- Safira Estrela
- O Tartaruga
- O João Pistolinha

### Barry Allen
O segundo Flash foi criado dezesseis anos após a primeira versão, desta vez pelas mãos de Gardner Fox e Carmine Infantino.
Sua estreia, na revista Showcase #4, marca o início da Era de Prata dos Quadrinhos, quando todos os personagens da DC foram reinventados.
Barry Allen era um funcionário da polícia científica, quando foi banhado por produtos químicos após seu laboratório ser atingido por um raio. Esse acidente fez que ele, assim como Jay Garrick, fosse capaz de canalizar a Força da Aceleração para correr em velocidades altíssimas.
Barry, então, decidiu se tornar um super-herói. Vestiu uma máscara e um colante vermelho e passou a patrulhar Central City sob o codinome "Flash".
Mais tarde, se uniria a outros quatro heróis para formar a primeira versão da Liga da Justiça. Os quatro heróis eram: Ajax, o Marciano — atualmente conhecido apenas como "Caçador de Marte"; Hal Jordan, o Lanterna Verde da Era de Prata dos Quadrinhos; Aquaman; e a segunda Canário Negro, Dinah Lance, filha da Canário Negro original, que fazia parte da Sociedade da Justiça.
Barry se tornaria um herói muito popular. Seu sobrinho, Wally West, viria à se tornar o Kid Flash, após passar por um acidente semelhante ao de Barry.
Barry também viria a se encontrar com Jay Garrick, um Flash de outra dimensão. Isso, mais tarde, levaria à criação de diversos universos paralelos na DC Comics, cada um com versões alternativas dos super-heróis. Existia o envelhecido Superman da Era de Ouro, o Superman jovem que ainda namorava Lois Lane e o Superman maligno.
Toda essa confusão levaria à Crise nas Infinitas Terras, um dos maiores épicos da história dos quadrinhos, no qual Barry Allen se sacrifica no final para acabar com o Anti-Monitor, o vilão responsável por toda a devastação que ocorria no Universo DC.
Após a Crise, o Universo DC foi novamente "resetado" como um universo coeso. Muitos personagens ganharam novas origens, mas Barry continuou "existindo" e seu manto foi passado para Wally West, que se tornaria o novo Flash.
Na saga Crise Final, Barry Allen retorna para lutar contra o mal. Nesta história concebida por Grant Morrisson, Barry e Wally correm do Corredor Negro (a personificação da morte de acordo com os conceitos criados por Jack Kirby para o Quarto Mundo), guiando-o até Darkseid, tendo como real objetivo derrotar o vilão.
As novas aventuras de Barry Allen serão escritas por Geoff Johns e desenhadas por Ethan Vansciver na revista Flash: Rebirth.
Inimigos de Barry Allen
- Capitão Frio
- Mestre dos Espelhos
- O Flautista
- Capitão Bumerangue
- Gorila Grodd
- Anti Monitor
- Professor Zoom, o Flash Reverso
- O Pião
- Abra Kadabra
- Mago do Tempo

### Wally West
Wally West era apenas o sobrinho de Barry Allen. Até sofrer um acidente com os mesmo produtos químicos que haviam transformado seu tio num herói. Ele morava e agia numa cidade diferente da de Barry. Enquanto o tio vivia em Central City, Wally era estudante em Blue Valley ou Vale Azul.
Wally, então, inspirado pelo seu tio, decidiu se tornar o Kid Flash. Ele iria, junto com vários outros "parceiros mirins" formar os Novos Titãs. Moça-Maravilha, Robin, Aqualad, Ricardito e Kid Flash formariam uma equipe que até hoje tem milhares de fãs.
Na saga Crise nas Infinitas Terras seu tio, Barry Allen, morre. O jovem Wally West, mesmo preocupado se estaria à altura do Legado do Flash, aceitou o manto de seu tio e se tornou o novo Flash.
Wally começou a fazer parte da Liga da Justiça, mas sem nunca deixar convívio com os amigos os Titãs.
No começo, Wally não era tão veloz quanto seu tio, sendo capaz "apenas" de quebrar a barreira do som, e não a da luz, como seu tio.
Mas, durante a clássica fase de Mark Waid, Wally conseguiu atingir novos limites, ganhando poderes ainda maiores, sendo não só capaz de ultrapassar a velocidade do raio como ser ainda mais rápido que isso. Isso se deve a descoberta da "força de aceleração", o campo de energia responsável pela velocidade de todos os Flashes e da qual eles passam a fazer parte ultrapassar a velocidade do raio. Nessa fase, aprendeu também não apenas como transferir energia cinética a outros objetos e pessoas, como também a roubá-la. Essas habilidades passaram a ser utilizadas também por Jay Garrick.
Recentemente, encerrou-se a excelente fase do personagem escrita por Geoff Johns, que revitalizou o título, utilizando de forma mais do que competente a extensa galeria de vilões do Flash.
Na conclusão do arco de história "Rogue War", o Flash tornou-se pai de gêmeos, que podem ou não ter herdado a velocidade do pai.
Na maxi-série "Crise Infinita", o Superboy da Terra Prime, último sobrevivente de um universo destruído durante a Crise nas Infinitas Terras, enlouquecido por não poder ter uma vida que, de seu ponto de vista, deveria ser sua, estava espancando o Superboy Kon-El e os Novos Titãs, a Sociedade da Justiça e a Patrulha do Destino foram chamados ao local para detê-lo. Um verdadeiro massacre teve início, culminando na morte dos titãs Pantha, Bushido e Bebê Gnu, entre outros.
Quando tudo parecia perdido, Wally West, Bart Allen e Jay Garrick, Flashes de três gerações, correndo em supervelocidade, carregaram o Superboy da Terra Prime com velocidades cada vez maiores para que ele fosse absorvido pela força de aceleração. Os tendões de Jay se romperam e ele não pôde continuar, cabendo a Wally e Bart a tarefa de derrotá-lo. Ao ultrapassar a barreira da luz, Wally foi convertido em energia e foi até seu apartamento se despedir de sua esposa, Linda Park, e seus filhos. Linda porém não o deixou partir sozinho, beijando seus lábios uma última vez e dizendo: "Aonde quer que você vá…sua família vai com você". Todos desapareceram da existência e, ao contrário do esperado, não foram absorvidos pela força de aceleração. Segundo Wally, ele estava sendo puxado a "outro lugar".
Depois disso, Bart Allen, neto de Barry Allen que se tornou Flash IV é morto devido uma pane em seus poderes enquanto lutava contra a galeria de vilões, manipulados por Inércia. Posteriormente, revela-se que a pane nos poderes de Bart é decorrente da ação da Legião dos Super-Heróis que tentam trazer um velocista para o presente alegando que o mesmo seria instrumental para derrotar ameças futuras. Ao final da Saga do Relâmpago, a Legião volta para o futuro com Brainiac 5 levando um bastão semelhante a um pára-raio que aparentemente pode ter armazenada a essência da Força da Aceleração ou mesmo a "alma" de um velocista.
O Flash Wally West e sua família, retornam de outra dimensão. Ao ser comunicado do que havia ocorrido com Bart, o Flash corre para vingar a morte do seu primo e dá cabo de todos os vilões, ao passo que Inércia, o mentor do ataque, foge em super-velocidade. Furioso, West ataca Inércia espancando-o. Quando o vilão parece estar rendido ele olha Wally e diz: - Ele gritou! Gritou como uma cadela!!!! - Referindo-se a Bart.
O Flash quase não resiste a matar o inimigo, mas inflige ao mesmo um castigo muito pior. Ele rouba a velocidade de Inércia, mantendo o vilão vivo praticamente congelado no tempo, servindo como estátua no Museu do Flash onde Inércia permaneceria olhando para o monumento em homenagem a Bart Allen. Posteriormente na saga Crise Final: Vingança dos Vilões, Inércia seria libertado e morto.
Durante a saga Crise Final: Legião de Três Mundos, sob a orientação de três Brainiac 5 e o apoio de três Relâmpagos, duas Moça Relâmpagos e uma Pluma de terras alternativas, a neta de Barry Allen e prima de Bart, XS (Jenni Ognats) utiliza a esteira cósmica acoplada ao bastão levado por Brainiac 5 na Saga do Relâmpago para correndo à velocidade do som e conseguir aumentar seu contato com a Força da Aceleração e trazer Bart Allen de volta à vida para lutar contra o Superboy Prime.
Inimigos de Wally West
- Simbionte
- Vandal Savage
- Demônio da Velocidade (Flash McGee)
- Trindade Azul
- Zoom
- Dr.Amaar
- Neron
- Cicada
- 4D

## Poderes
- Todos os Flash possuem supervelocidade — ou seja, não só a habilidade de mover-se depressa, mas também de enxergar o mundo como se estivesse em câmera lenta, podendo observar a trajetória de balas e outros objetos para pegá-los com as mãos. Todos os Flashes são capazes de atingir velocidades superiores a velocidade da luz, que corresponde a 299.792.458 m/s.
- Com a capacidade de raciocinar espantosamente mais rápido que os outros, os Flashes não são muito afetados por poderes psíquicos como a telepatia, visto que só seria possível coletar ideias isoladas.
- A velocidade permite a todos correr sobre a superfície da água e pelas paredes.
- Uma aura protege o corpo dos Flashes quando em supervelocidade, assim não se ferem com o atrito do ar e protegem objetos e até pessoas em contato com eles.
- Os Flashes criam tornados ao girar em círculos ou agitarem membros do corpo.
- Todos os Flashes atravessam objetos sólidos. Os átomos dos seus corpos deslizam suavemente entre os espaços das moléculas; Wally West também esteve um tempo sem este poder, mas recuperou-o com um efeito colateral: quando atravessa, as barreiras explodem.
- Uma explicação parecida permite que os Flashes atinjam outras dimensões. As Terras Paralelas, ao menos, eram separadas por defasagem vibracional; Flash só tinha que pulsar mais rápido que essas vibrações para atingir outras realidades; Wally West também esteve um tempo sem este poder.
- Wally West, recentemente, desenvolveu uma série de novos poderes, como conceder ou retirar velocidade a pessoas e objetos e criar um uniforme à base de energia do Campo da Velocidade.
- Outro poder dos Flashes é a capacidade de se curar rapidamente de ferimentos graves. Barry Allen, por exemplo, já chegou a se recuperar do raio que caiu sobre ele.
- Todos os Flashes podem voltar ou avançar no tempo, correndo numa velocidade alta o suficiente para criar um portal temporal. Normalmente, este atributo é utilizado para restaurar linhas temporais danificadas por vilões, tais como os Flash Reversos, ou por qualquer um deles que tenha danificado a linha temporal acidentalmente como visto no arco de história Flashpoint.
- Todos os Flashes podem criar uma aura em volta de si mesmos, criando assim Raios sobre todo seu corpo , é como um escudo de Raios, aponto de quem tocar neles pode receber os poderes ou morrer, ou até mesmo abastecer Energia para todo Planeta.

## Outras mídias

### Televisão
Em 1990 foi adaptada para a TV a história do segundo Flash, Barry Allen, interpretado por John Wesley Shipp.
Em 2004 na série Smallville marca a primeira aparição de Bart Allen no episódio 5 (Run) da 4ª temporada roubando a carteira de Jonathan Kent, depois aparece novamente em 2006 no episódio 11 da 6ª temporada (Justice) junto com Aquaman, Ciborgue e Arqueiro Verde.
Em 2013, Barry Allen apareceu na série do canal The CW, Arrow, interpretado por Grant Gustin.

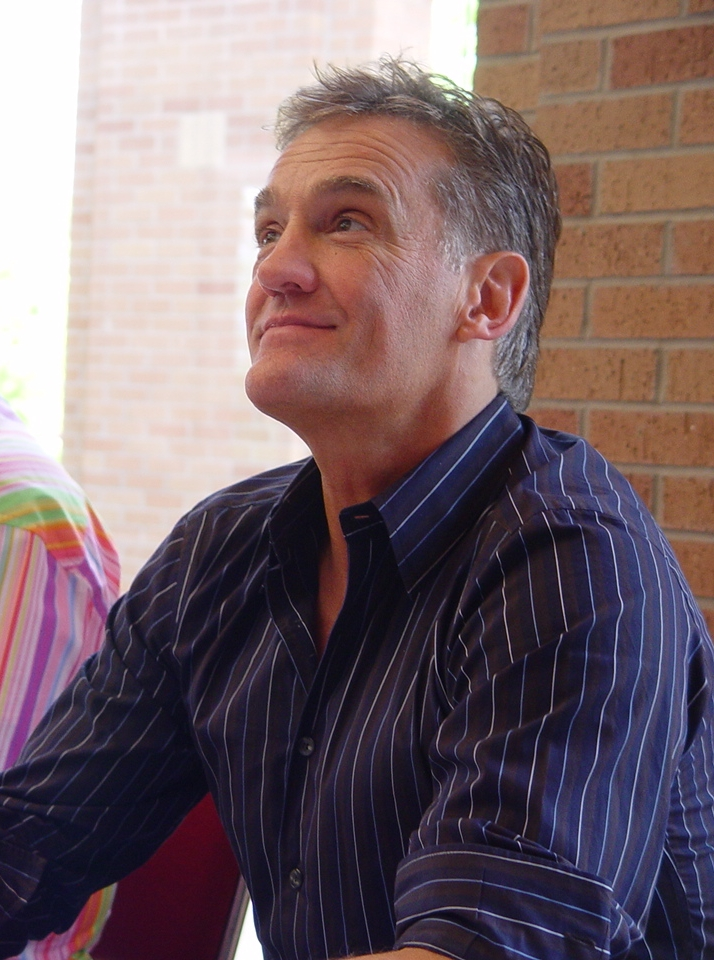
John Wesley Shipp

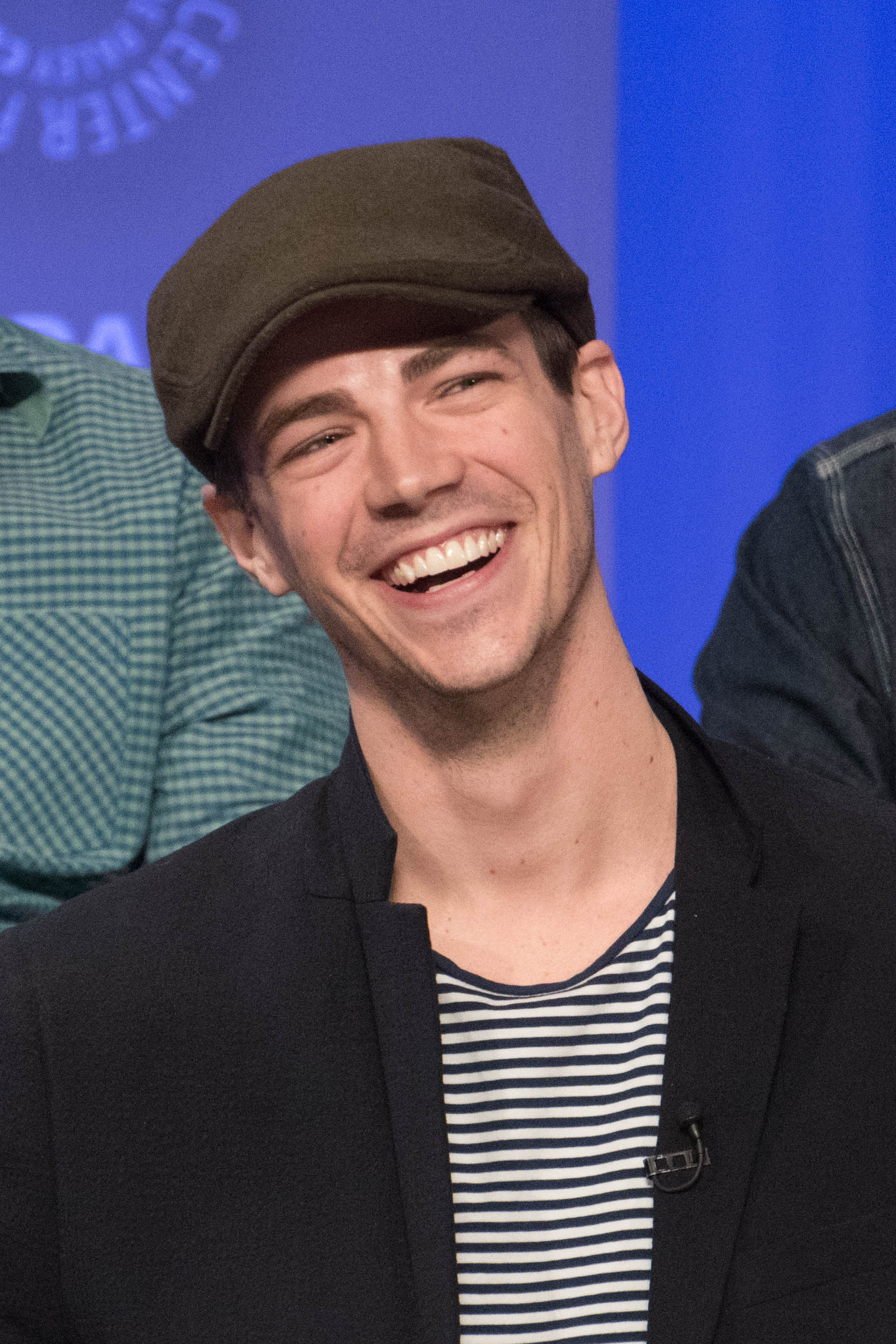
Grant Gustin

The Flash é uma série de televisão americana criada por Greg Berlanti, Andrew Kreisberg e Geoff Johns, transmitida pela The CW desde 7 de outubro de 2014. A série é baseada na personagem Flash da DC Comics. É uma serie situada no mesmo universo fictício de Arrow. O episódio piloto da série foi escrito por Berlanti, Kreisberg e Johns, e dirigido por David Nutter. A série estreou na América do Norte em 07 de outubro de 2014, onde o piloto se tornou a transmissão de maior audiência para o The CW. Jay Garrick, o primeiro Flash, está presente na segunda temporada da série. Jay é o Flash da Terra 2, surge ao ser arremessado por Zoom em um portal interdimensional que liga sua Terra a Terra de Barry, logo após ter sua velocidade roubada pelo vilão. Logo depois, descobre-se que Jay, na verdade, é Hunter Zolomon, o Zoom. Ele se passou por Jay Garrick depois de aprisionar o verdadeiro. Seu plano é roubar a velocidade de outros velocistas. O verdadeiro Jay Garrick é mostrado no final da segunda temporada e é sósia do pai de Barry, Henry Allen. Jay, originalmente, é da Terra 3.
Em Justice League Action Flash aparece como um dos protagonistas da série e age como fez em Liga da Justiça e em Liga da Justiça sem Limites e é um dos melhores amigos do Homem-Borracha.

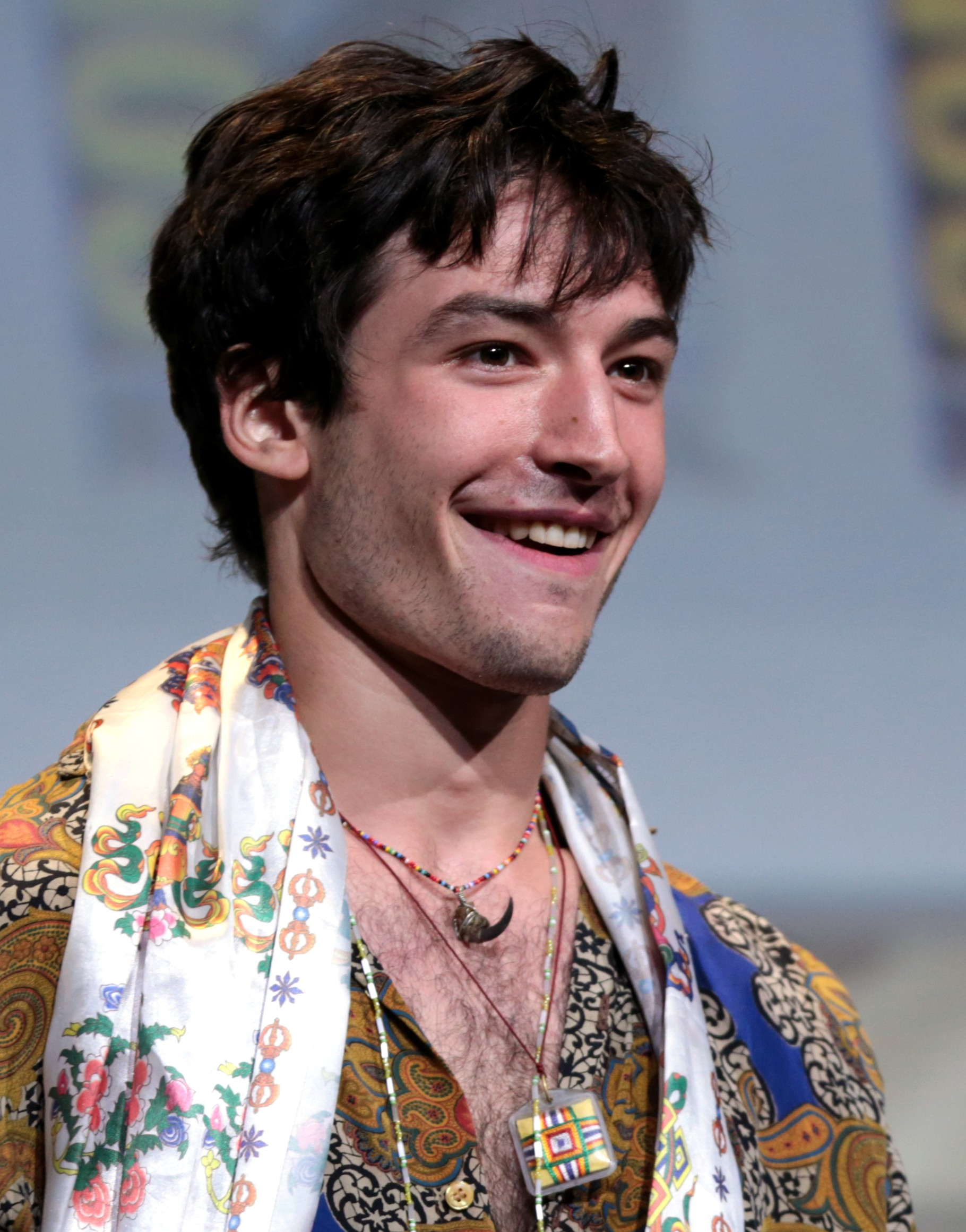
Ezra Miller

### Cinema
- Em Justice League: The Flashpoint Paradox (animação de 2013) a trama é centrada no Flash e trata de viagens no tempo e as implicações que uma simples mudança num evento pode causar na continuidade.[5]

- Em 2014, ele aparece na animação JLA Adventures: Trapped in Time como membro da Liga da Justiça em luta contra a Legião do Mal.

- Flash está presente no Universo Estendido DC, tendo breves participações nos filmes Batman v Superman: Dawn of Justice e Esquadrão Suicida, interpretado por Ezra Miller, que também reprisará o papel, dessa vez como um dos protagonistas, no filme Liga da Justiça. Além disso, um filme solo do personagem foi lançado em 2023, intitulado apenas como The Flash (filme). O filme foi inspirado na saga Ponto de Ignição dos quadrinhos e serviu como um Reboot do Universo Estendido DC.